# Gebäudebrücke

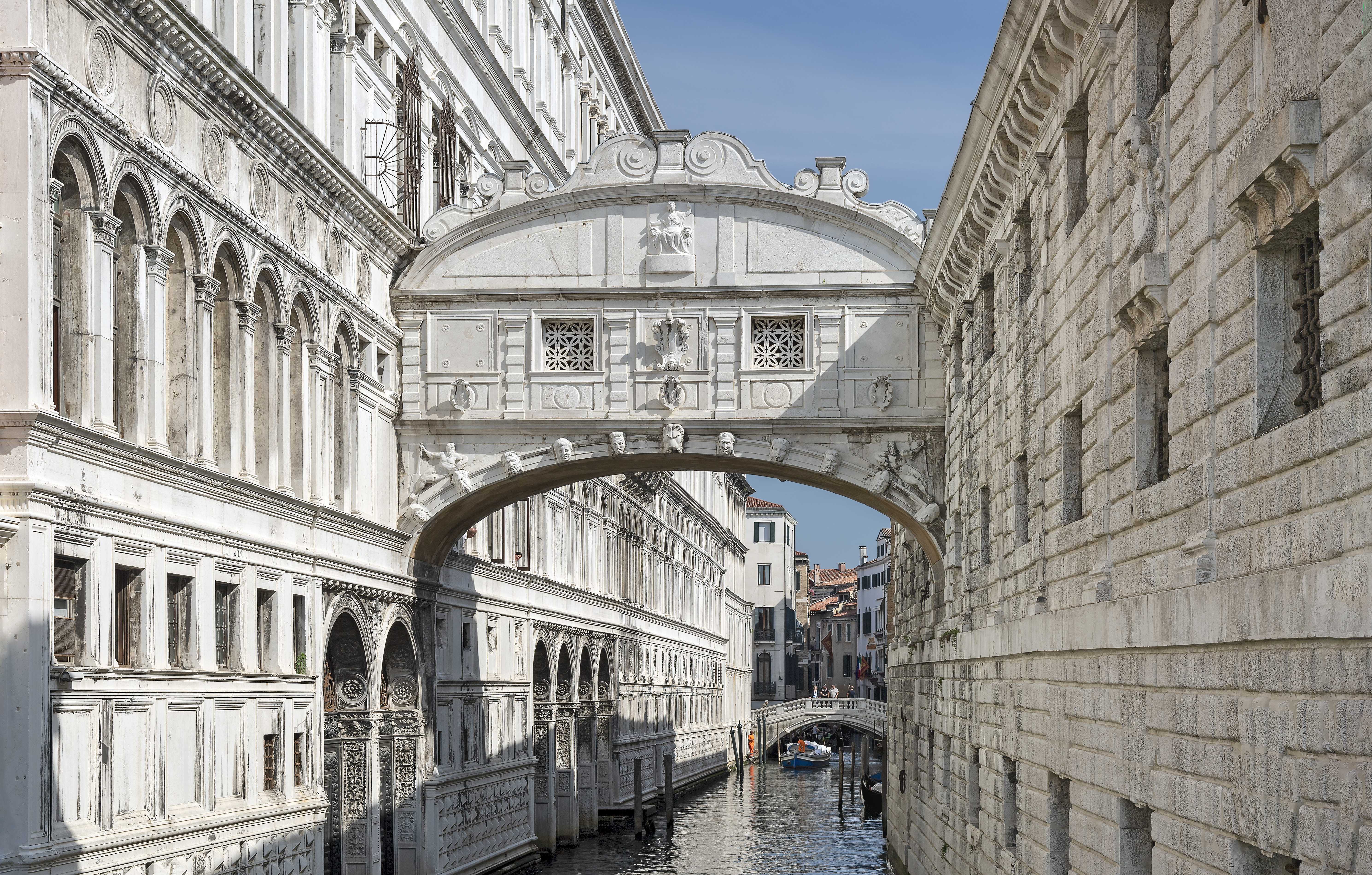
Seufzerbrücke in Venedig

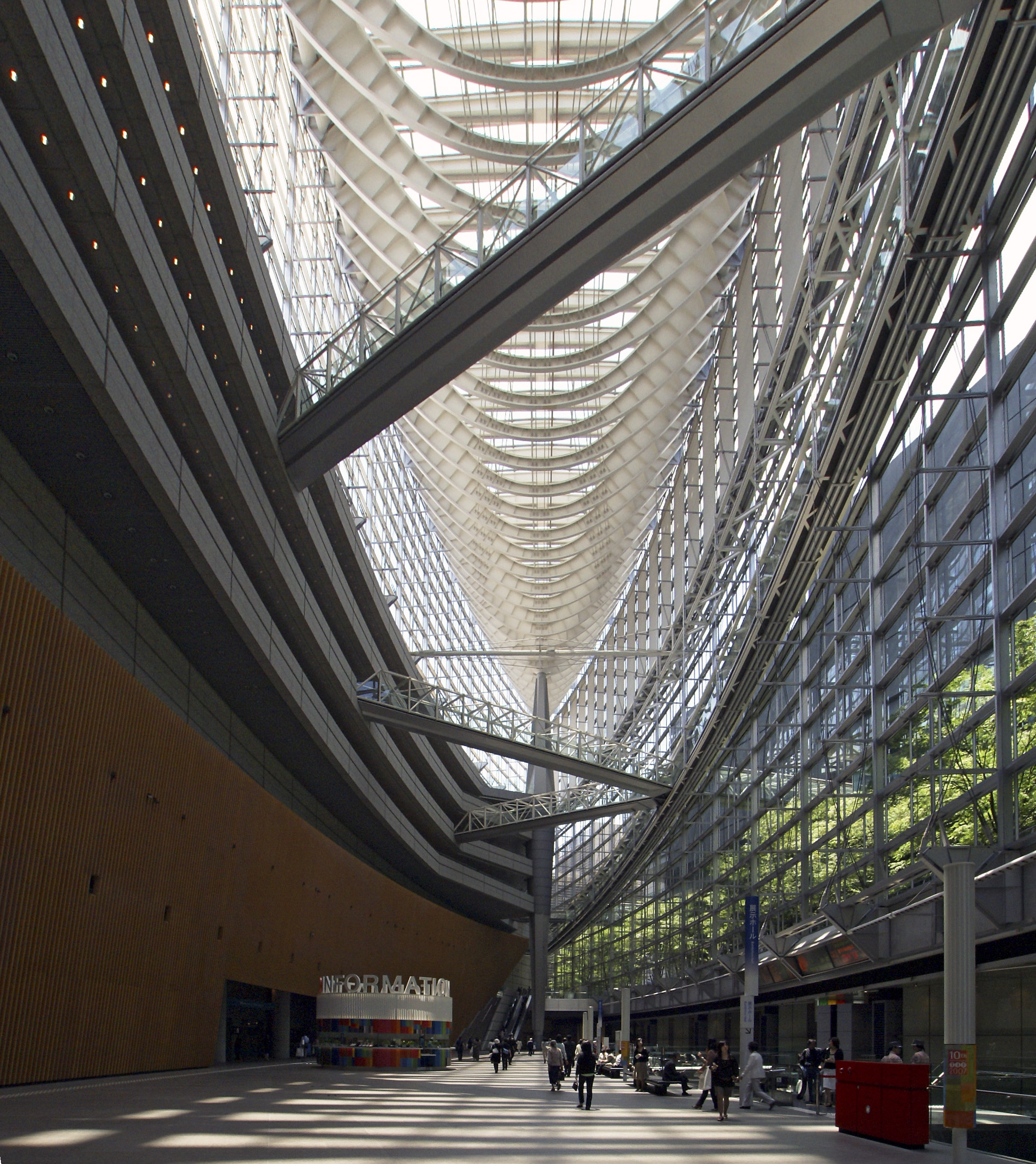
Skyways im Gebäudeinneren in Tokyo

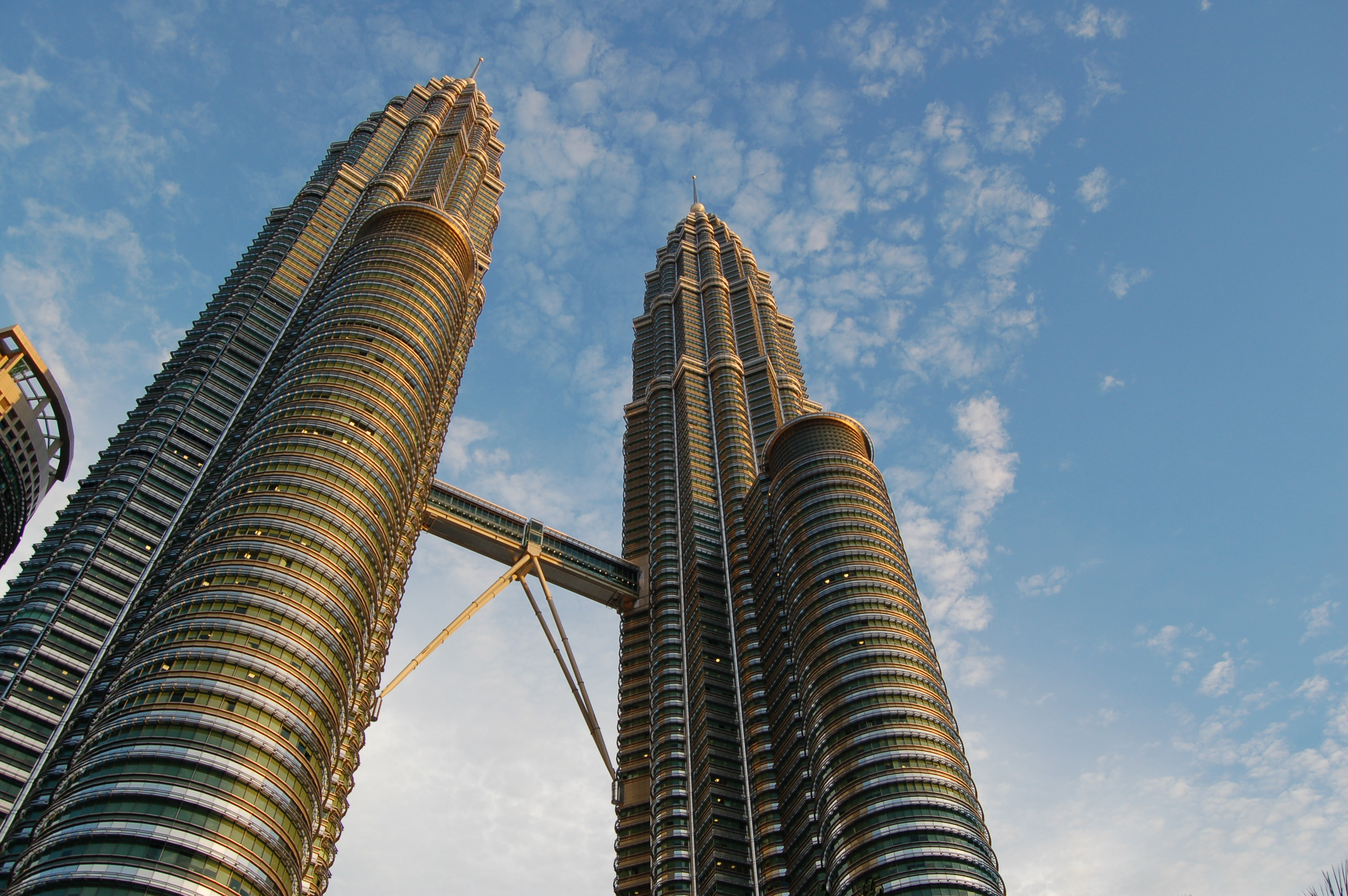
Skybridge der Petronas Towers in Kuala Lumpur

Eine Gebäudebrücke (auch Skyway, Walkway, Skybridge oder Bautenverbindungs-Brücke) ist eine oberirdische Fußgängerüberführung oder Fußgängerbrücke zwischen zwei Gebäuden oder zwei Gebäudeteilen, innerhalb eines großen Innenraumes – zum Beispiel in einer Werkshalle oder im überdachten Atrium eines Hotels – und gelegentlich auch als Netzwerk in einem größeren Gebäudekomplex. Ist die Gebäudebrücke an der Unterseite gewölbt spricht man auch von einem Verbindungsbogen.
Die Abgrenzung der Begriffe ist nicht eindeutig, sie werden je nach lokalem Sprachgebrauch genutzt, oft auch als Marketing-Begriff der Immobilien- oder Tourismuswirtschaft. Der Begriff Skywalk bezeichnet eher eine Aussichtsplattform, wie zum Beispiel beim Grand Canyon Skywalk oder Dachstein Skywalk. Auch diese Bezeichnung findet jedoch für oben beschrieben Funktion gelegentlich Anwendung, wie beim Skywalk (Hannover).

## Funktion
Die Bauteile sind Teil der horizontalen Erschließung. Sie sind häufig gegenüber der Umgebung geschlossen ausgebildet und dann selbst ein Innenraum. Man kann zu Fuß von einem Gebäude in das andere wechseln, ohne der Witterung ausgesetzt zu sein oder die Zugangsberechtigung bei einem Pförtner nachweisen zu müssen. So ermöglichen sie den komfortablen und sicheren Übergang von einem Gebäude zum anderen.
Haben zwei Gebäude unterschiedliche Geschosshöhen oder stehen am Hang, müssen die Verbindungsbrücken auch Höhenunterschiede zwischen den verschiedenen Fußbodenniveaus ausgleichen.
Sie überspannen oft Verkehrswege wie Straßen oder Flüsse, meist kurz oberhalb des für den Verkehr erforderlichen lichten Raumes. Vorteile ergeben sich durch die Reduktion der Unfallgefahr und weniger schädliche Emissionen (durch einen verbesserten Verkehrsfluss). Zudem wird die Barrierefreiheit verbessert, da Treppengänge erspart werden können.
Neben der Erschließungsfunktion dienen die Bauteile aufgrund ihrer zum Teil exponierten Lage auch als Aussichtsplattformen, wie zum Beispiel die „Skybridge“ der Petronas Towers. Hierbei handelt es sich in der Regel um Stahlkonstruktionen.

## Einsatzbereiche
- Zwischen einem bestehenden Gebäude und dessen Erweiterungsbau.
- Zwischen zwei bestehenden Gebäuden, die einer gemeinsamen Nutzung zugeführt werden. Solche nachträglich eingefügten Skywalks setzen sich in ihrer Architektursprache häufig von der Gestaltung der Bestandsgebäude ab.
- In mehrgeschossigen, atriumartigen Lobbys von Hotels oder Bürogebäuden. Hier ermöglichen sie besondere Raumerlebnisse.
- Bei Verkehrsbauten (Flughafen, Bahnhof), wo Verkehrsadern und Fußgängerströme sich überkreuzen.

## Beispiele

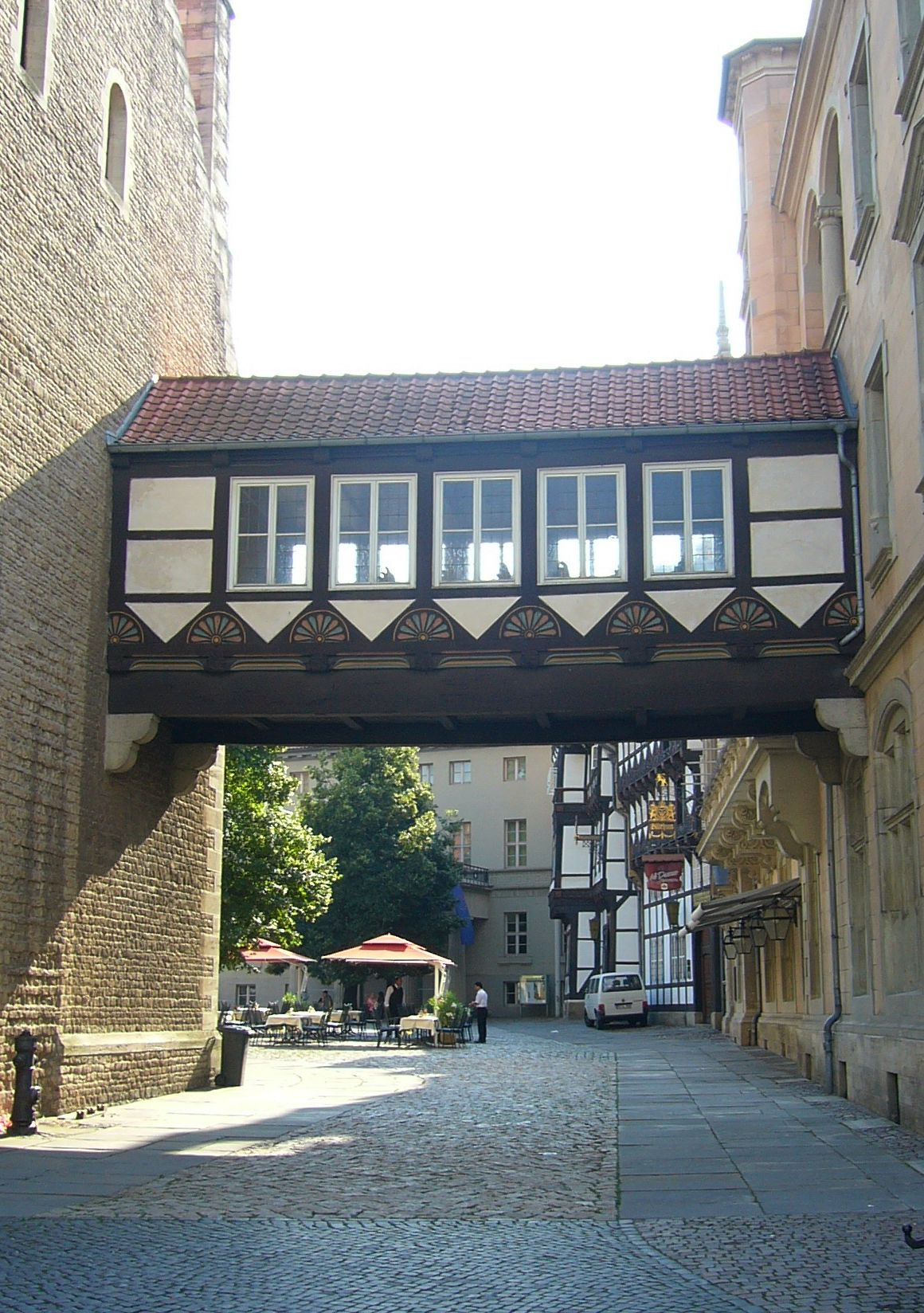
Burg Dankwarderode
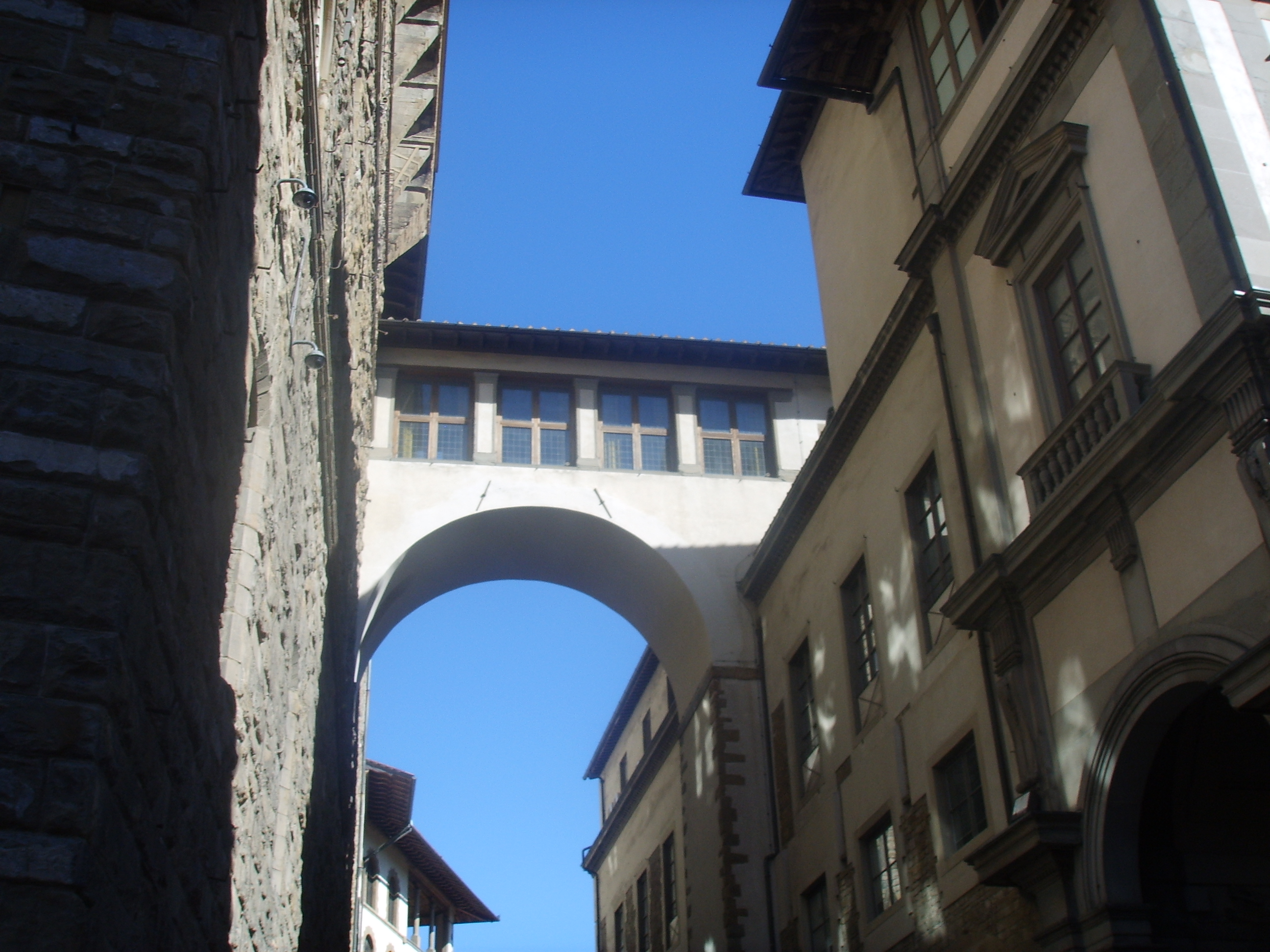
Vasarikorridor in Florenz
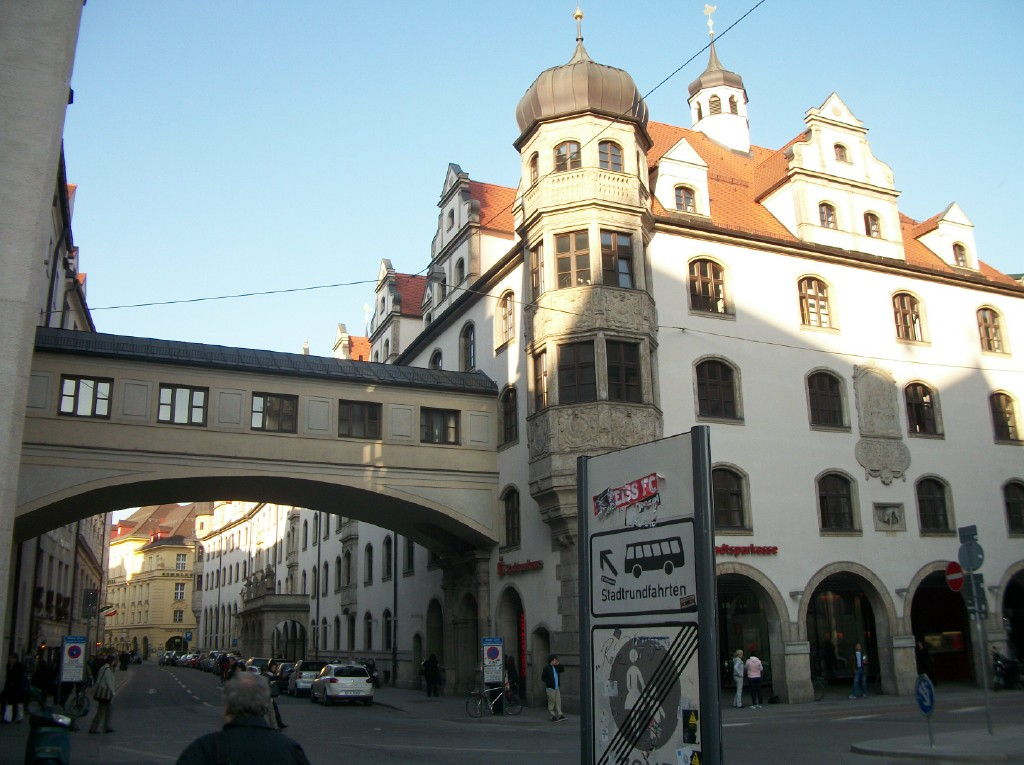
München
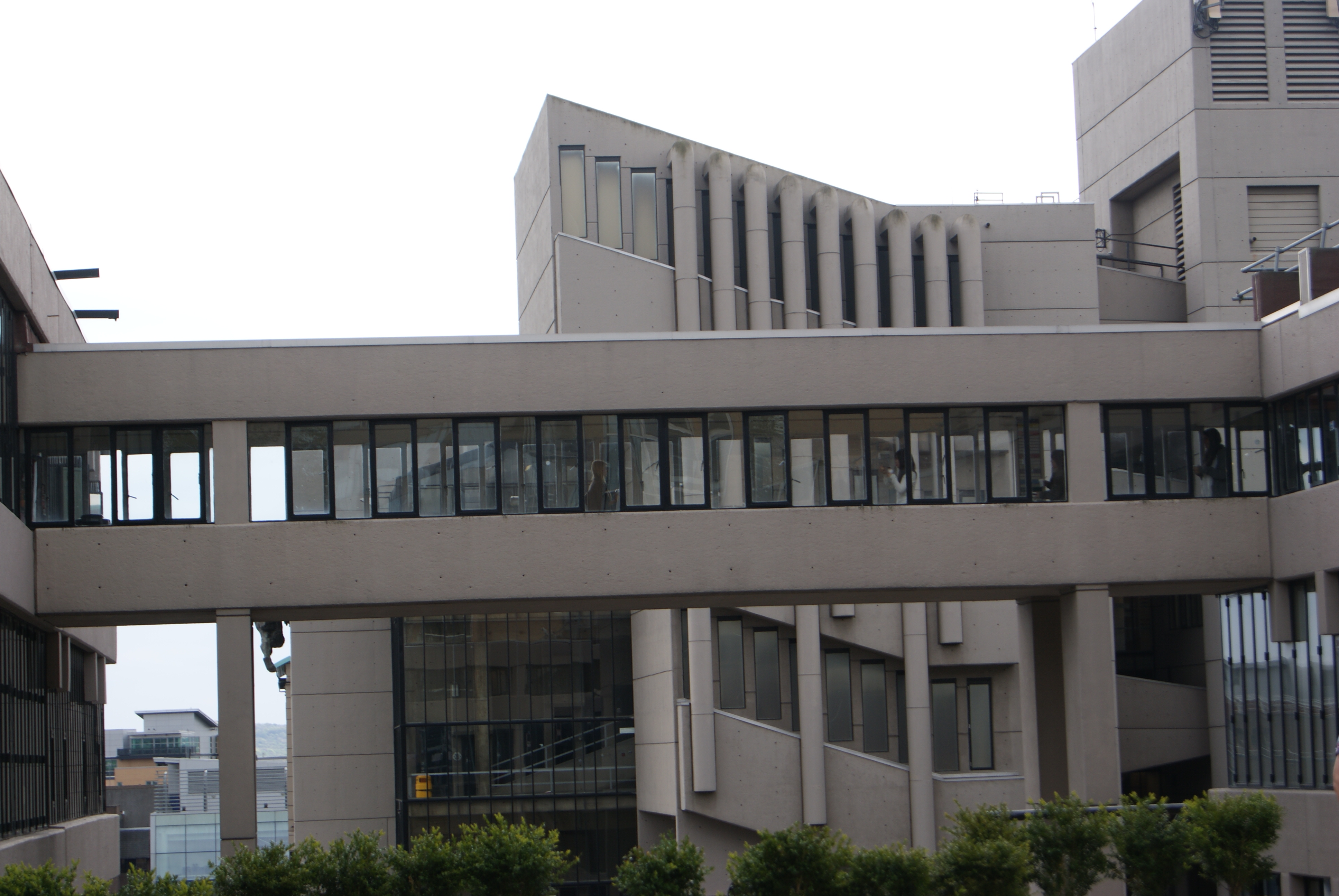
University of Leeds, England.
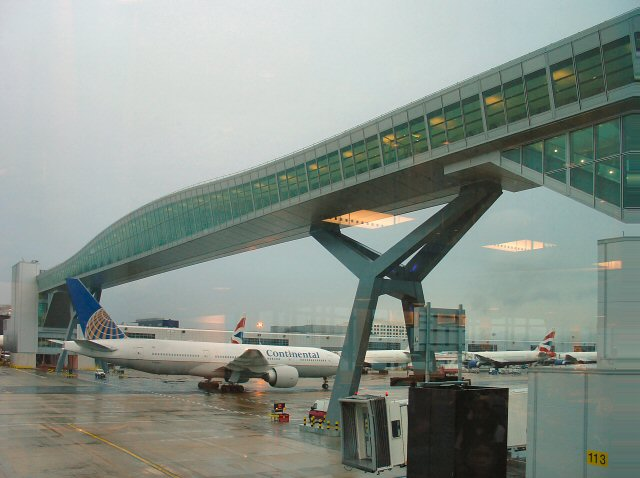
London Gatwick Airport
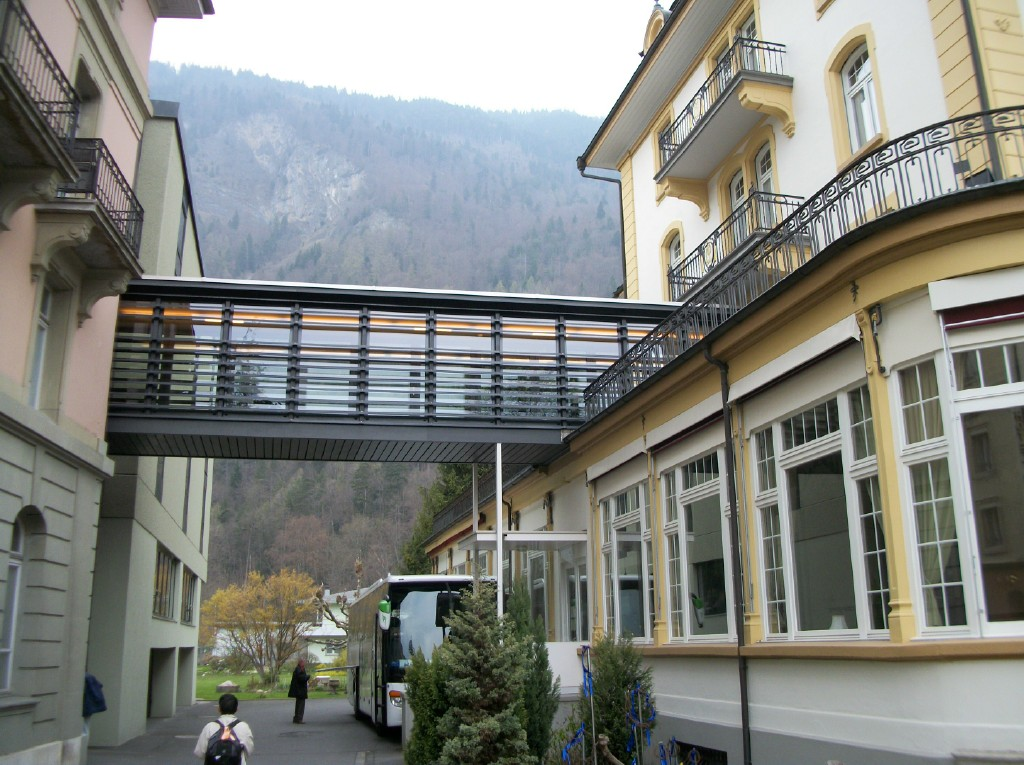
Interlaken, Schweiz
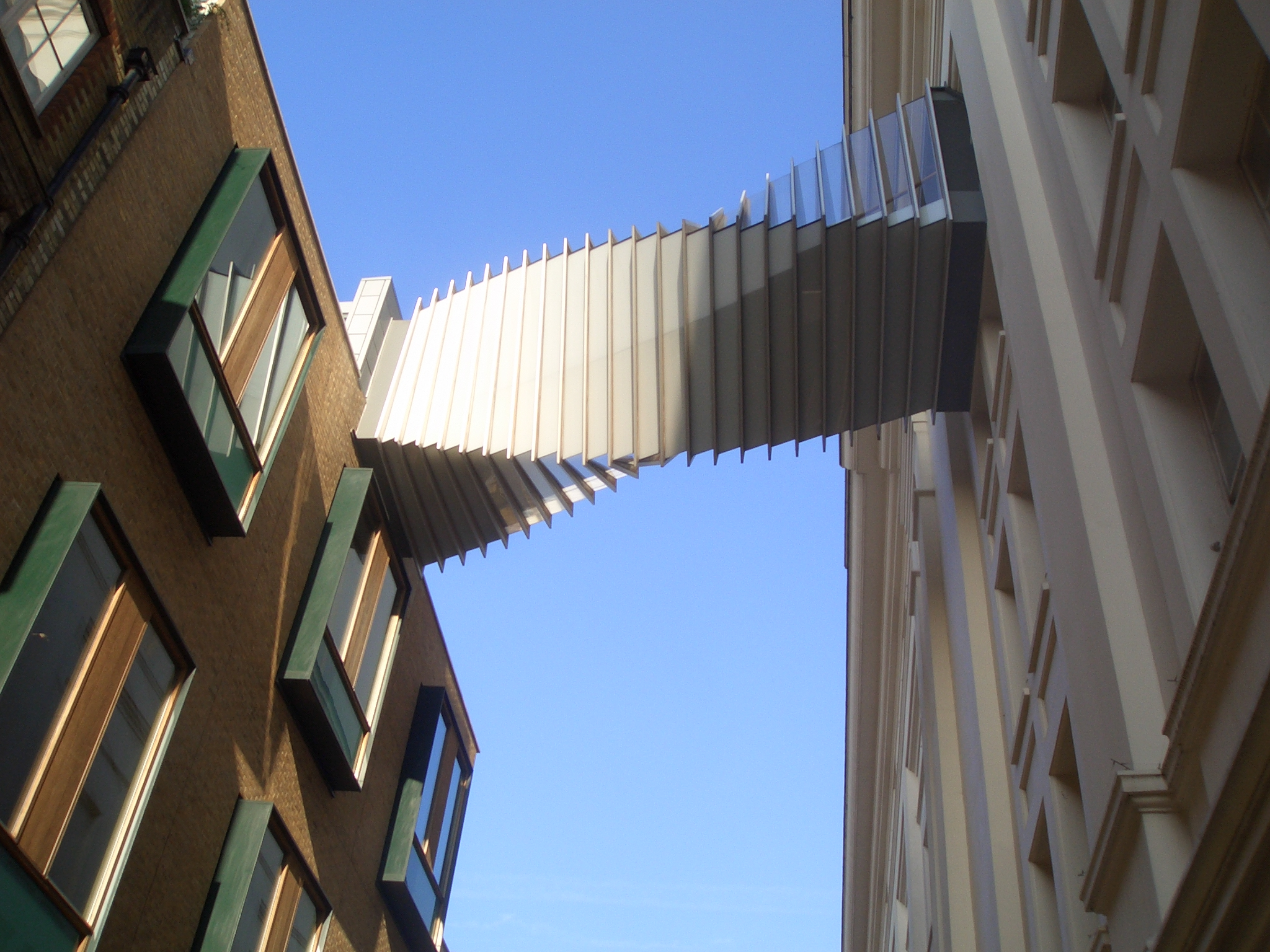
Covent Garden, London
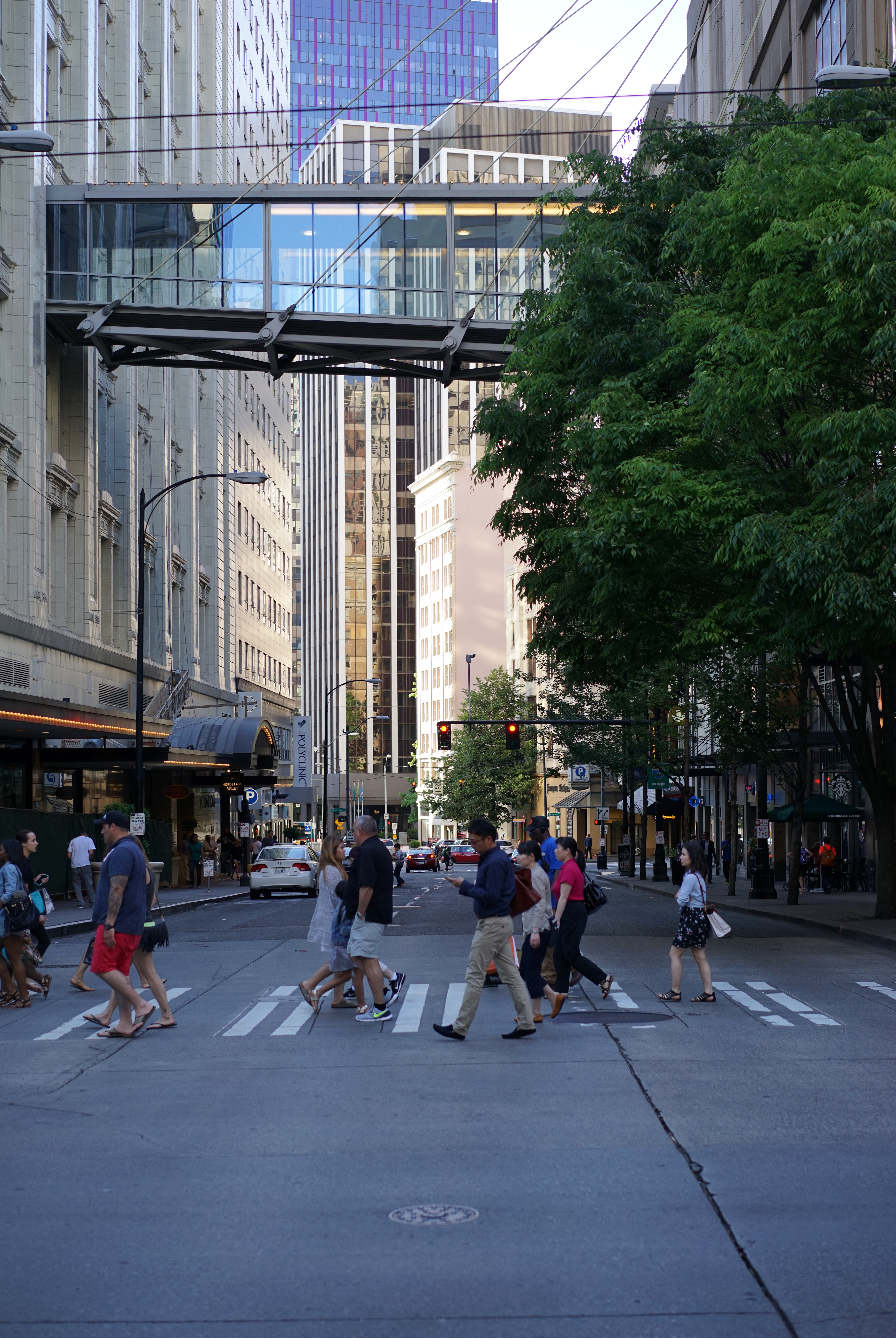
Seattle
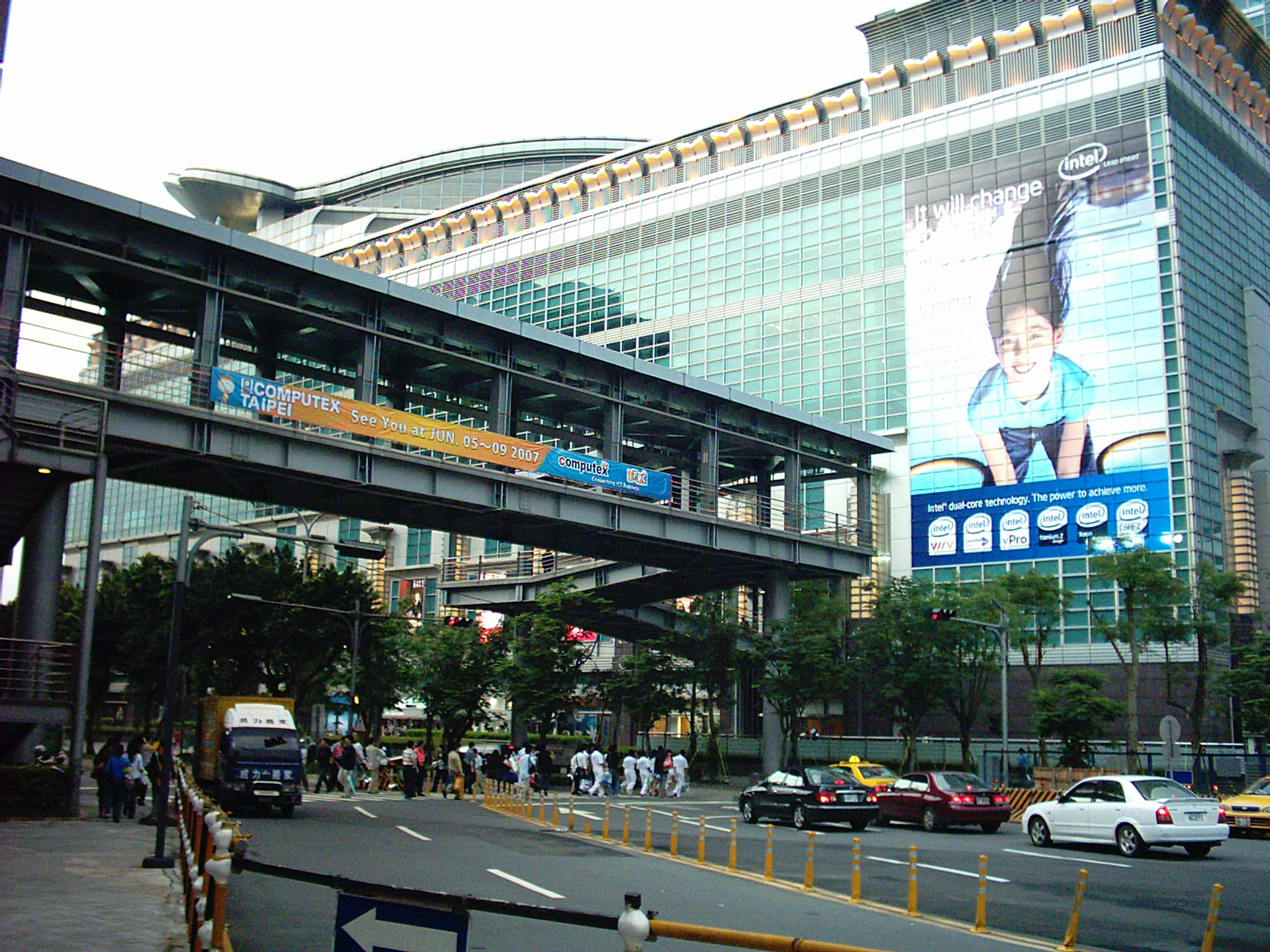
Taipeh
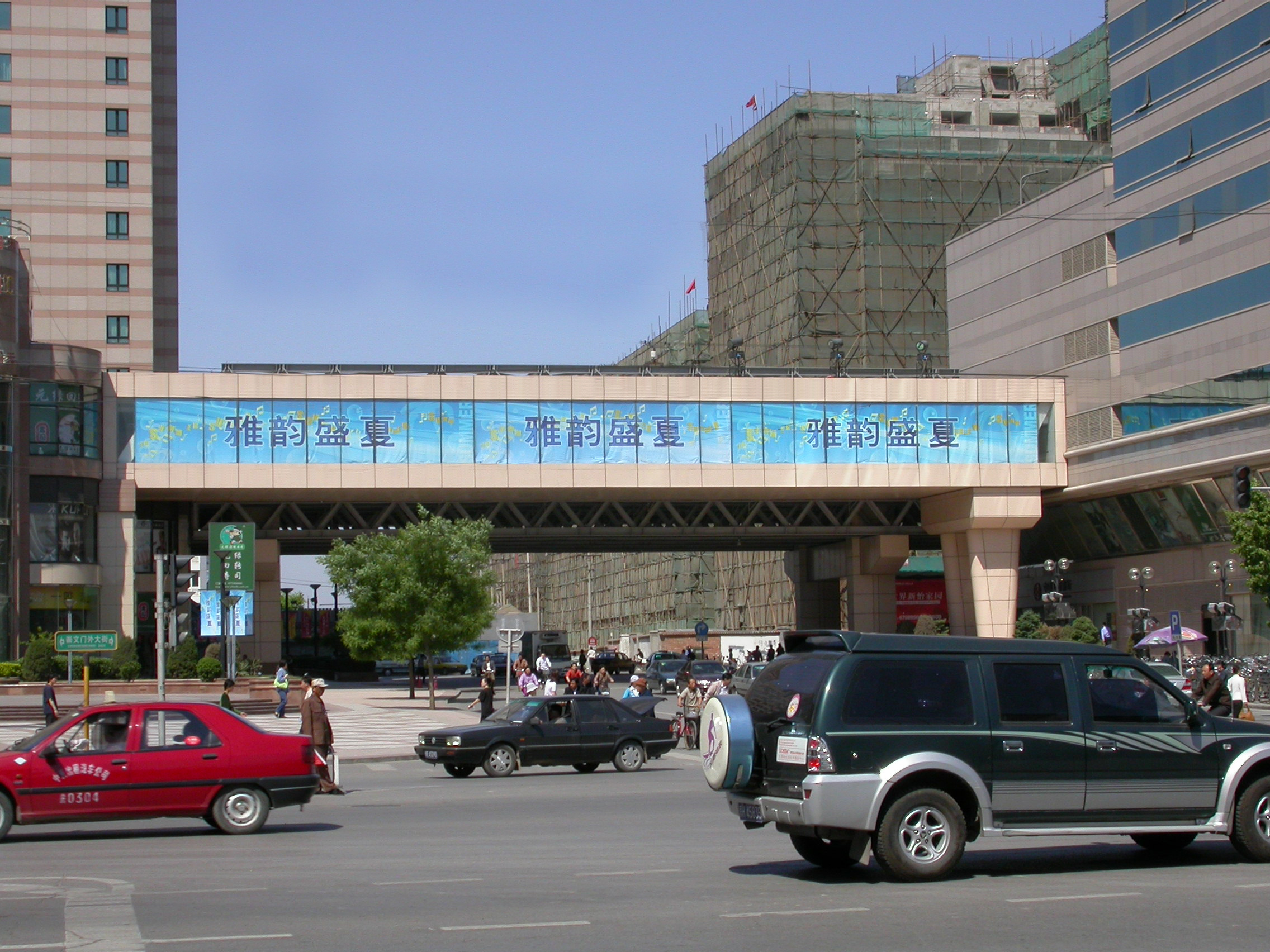
Skywalk in Peking
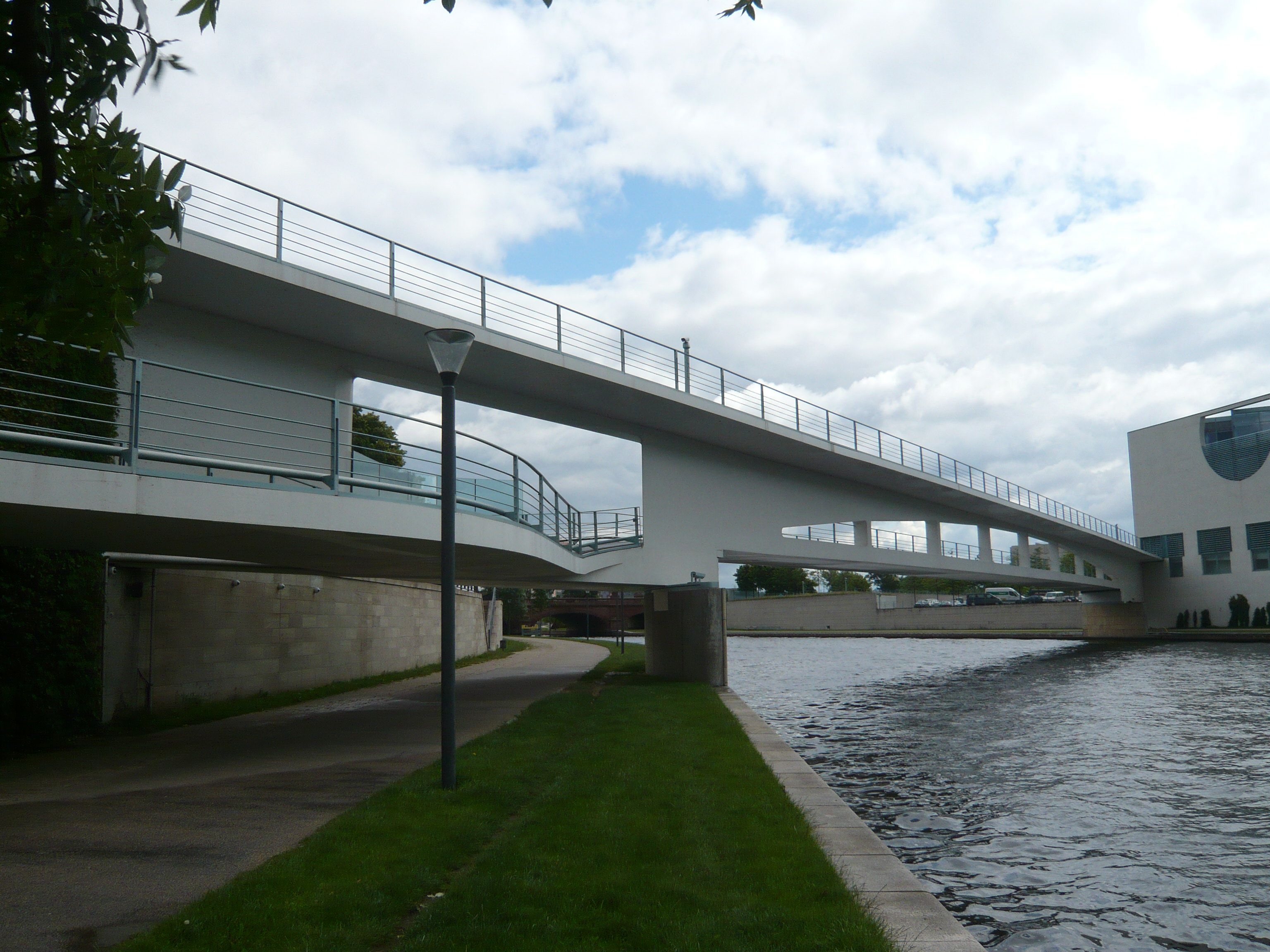
Kanzleramtssteg, Berlin
Marie-Elisabeth-Lüders-Steg, Berlin
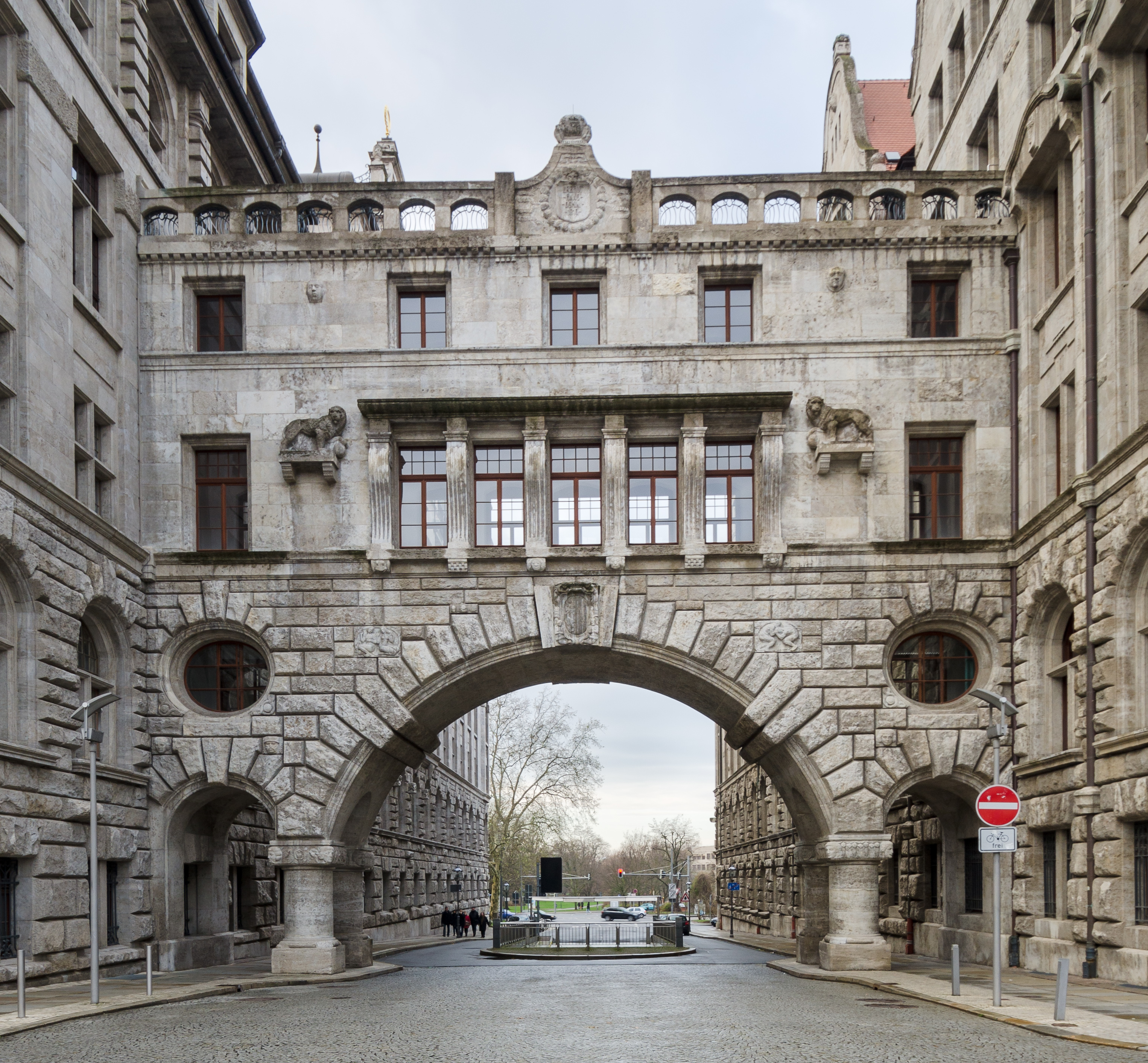
Neues Rathaus, Leipzig

## Netzwerke
Vor allem in den Innenstädten nordamerikanischer Großstädte entstanden ganze Netzwerke von Skyways, die mehrere Häuserblocks miteinander verbinden. Diese Wege sind keine öffentlichen Räume, sondern schließen des Nachts, vergleichbar mit den Passagen und Plätzen in Shoppingmalls. Die weltweit größten zusammenhängendem Skyway-Systeme befindet sich in Minneapolis, Minnesota und Calgary, Alberta. Das Minneapolis Skyway System verbindet auf einer Länge von knapp 13 km 69 Straßenblocks der Innenstadt. Das Plus 15 oder +15  genannte Netzwerk von Calgary umfasst eine Länge von insgesamt rund 18 Kilometern. Teilweise ergänzt werden diese Netzwerke durch Tunnel, die zusätzlich unterirdisch Gebäude miteinander verbinden und so eine Mischform mit den Untergrundstädten ergeben.
Orte mit Skywalk-Netzwerken (Auswahl): Atlanta, Bangkok, Calgary, Cedar Rapids (Iowa), Cincinnati, City of London, Des Moines, Detroit, Duluth (Minnesota), Edmonton, Hongkong, Houston, Minneapolis, Pittsburgh, Rochester (Minnesota)
Rochester (New York), Saint John (New Brunswick), Saint Paul (Minnesota), Sioux City, Spokane (Washington), Winnipeg.

## Katastrophen
Bei der Katastrophe im Hyatt Regency Kansas City in Kansas City am 17. Juli 1981 stürzten zwei der drei Skywalks in dem Hotel aufgrund von Baumängeln ein. Es war die bis dahin größte Einsturzkatastrophe in den USA. Bei dem Unglück kamen 114 Menschen ums Leben und 216 Personen wurden zum Teil schwer verletzt.

## Ähnliche Bauteile
- Der Schwibbogen verbindet Gebäude aus Gründen der Statik.